# Luis Hinestroza
Luis Edward Hinestroza Córdoba (Cali, 16 aprile 1992) è un calciatore colombiano, attaccante svincolato.

## Caratteristiche tecniche
È un esterno destro.

## Carriera
Dopo aver trascorso alcuni anni in Sudamerica, il 29 giugno 2018 si trasferisce in Egitto, accordandosi con l'Al-Mokawloon. Esordisce nel campionato egiziano il 31 luglio contro l'Al-Ittihad Alessandria (1-1).

## Statistiche

### Presenze e reti nei club
Statistiche aggiornate al 22 gennaio 2023.
| Stagione        | Squadra         | Campionato      | Campionato | Campionato | Coppe nazionali | Coppe nazionali | Coppe nazionali | Coppe continentali | Coppe continentali | Coppe continentali | Altre coppe | Altre coppe | Altre coppe | Totale | Totale |
| Stagione        | Squadra         | Comp            | Pres       | Reti       | Comp            | Pres            | Reti            | Comp               | Pres               | Reti               | Comp        | Pres        | Reti        | Pres   | Reti   |
| --------------- | --------------- | --------------- | ---------- | ---------- | --------------- | --------------- | --------------- | ------------------ | ------------------ | ------------------ | ----------- | ----------- | ----------- | ------ | ------ |
| 2018-2019       | Al-Mokawloon    | PL              | 30         | 3          | CE              | 2               | 1               | -                  | -                  | -                  | -           | -           | -           | 32     | 4      |
| 2019-2020       | Al-Mokawloon    | PL              | 30         | 5          | CE              | 2               | 0               | -                  | -                  | -                  | -           | -           | -           | 32     | 5      |
| 2020-2021       | Al-Mokawloon    | PL              | 30         | 6          | CE              | 1               | 0               | CC                 | 2                  | 0                  | -           | -           | -           | 33     | 6      |
| 2021-2022       | Al-Mokawloon    | PL              | 27         | 0          | CE              | 3               | 1               | -                  | -                  | -                  | -           | -           | -           | 30     | 1      |
| 2022-2023       | Al-Mokawloon    | PL              | 15         | 0          | CE              | 0               | 0               | -                  | -                  | -                  | -           | -           | -           | 15     | 0      |
| Totale carriera | Totale carriera | Totale carriera | 132        | 14         |                 | 8               | 2               |                    | 2                  | 0                  |             | -           | -           | 142    | 16     |